# Tibor Kapu
Tibor Kapu (ur. 5 listopada 1991 w Nyíregyházie) – węgierski astronauta, który 26 maja 2024 roku został wybrany do udziału w jednej z przyszłych misji amerykańskiej firmy Axiom Space. Ostatecznie brał udział w locie na pokład Międzynarodowej Stacji Kosmicznej w ramach misji Axiom Mission 4.
W 2023 roku został wybrany spośród 244 kandydatów do programu HUNOR wraz z trzema innymi Węgrami. Odbywał szkolenie w Houston w Stanach Zjednoczonych, gdzie NASA wraz z Axiom Space przeprowadza szkolenia astronautów.

## Odznaczenia
- Universal Astronaut Insignia za lot orbitalny (nr 636) – Stowarzyszenie Uczestników Lotów Kosmicznych (Association of Space Explorers(inne języki))[8]; 2025[9][10]